# Ignace Kowalczyk
Ignace Kowalczyk o Ignatz Kowalczyk (29 de desembre de 1913 - 27 de març de 1996) fou un futbolista germano-francès d'ascendència polonesa.

## Selecció de França
Va formar part de l'equip francès a la Copa del Món de 1938.